# きゃぷてんボン
『きゃぷてんボン』は、藤子不二雄（のちの藤子・F・不二雄）による日本の漫画。小学館の雑誌『てれびくん』において、1976年6月号（創刊号）から1976年10月号まで連載された。全5話。
幼年向け雑誌の読者を対象としたヒーロー漫画であり、子供が主人公とされている。主人公・きゃぷてんボンはヒーローであるとともにしっかりとした性格であり、その父親は子供のように好奇心旺盛で騙されやすく、父のほうが頻繁にボンに助けられる立場であり、大人と子供の立場が逆転しているといえる。同様の藤子（藤本）の幼年向けヒーロー漫画『パジャママン』では、主人公の子供が大人の目を盗み、ヒーローとして悪い大人と戦う物語であるため、やはり大人と子供の立場の逆転といえるが、本作はこの図式をさらに強調し、一歩進んだスタイルで描かれたものと見られている。

## あらすじ
大発明家の丸山博士を父に持つ少年・きゃぷてんボン。子供のような性格の父に振り回されつつも、父の最高傑作であるヘルメットをかぶり、毛むくじゃらのロボット・ムック、ヘルメットから飛び出す小鳥メカのハミングバード、ミミズ型ロボットのニョロボと力を合わせ、悪い大人たちを懲らしめる。

## 書誌情報
- 藤子・F・不二雄『宙犬トッピ』中央公論社〈中公コミックス 藤子不二雄ランド〉、1989年。ISBN 978-4-12-410262-8。
- 藤子・F・不二雄『パジャママン きゃぷてんボン ほか』小学館〈藤子・F・不二雄大全集〉、2010年。ISBN 978-4-09-143440-1。